# Abraham van den Kerckhoven
Abraham van den Kerckhoven (né vers 1618 et mort le 9 janvier 1702 à Bruxelles) fut un organiste et compositeur des Pays-Bas espagnols.
En 1647, il devint le successeur de Johann Caspar Kerll comme organiste de cour du gouverneur des Pays-Bas Léopold-Guillaume de Habsbourg. Il était en outre organiste à l'église Sainte Catherine, à Bruxelles. Un seul recueil de ses œuvres, le manuscrit Cocquiel, nous est parvenu. Celui-ci contient, outre nombre de courts versets, quelques pièces de plus grande ampleur qui démontrent ses talents de contrapuntiste, ainsi que les influences qu'il a reçues, par exemple de Peeter Cornet.

## Biographie
La date exacte et le lieu de naissance d'Abraham van den Kerckhoven nous sont inconnus. La famille van den Kerckhoven était établie à Bruxelles dès le XVIe siècle, et certains de ses membres furent des artistes, chanteurs ou organistes renommés, au service de la chapelle royale ou de tribunes d'orgues locales.
À partir de 1632 environ, Abraham van den Kerckhoven fut organiste suppléant à Sainte Catherine, orgue dont il devint titulaire en 1634, succédant à François Cornet. Il occupa ce poste pendant près de 70 ans, jusqu'en fin 1701.